# Come and Get Your Love
Come and Get Your Love ist ein Pop-Rock-Song der Rock-Band Redbone. Er wurde vom Bandmitglied Lolly Vegas geschrieben und von ihm und seinem Bruder Pat Vegas produziert.

## Hintergrund
Er wurde ursprünglich auf dem Redbone Album Wovoka vorgestellt. Später erschien der Song auch auf vielen Greatest-Hits-Alben der Band, sowie auf zahlreichen Kompilationen der 1970er Jahre.
Am 22. April 1974 wurde der Song von der RIAA mit der Goldenen Schallplatte zertifiziert, was darauf hindeutet, dass mehr als eine halbe Million Exemplare in den Vereinigten Staaten verkauft wurden.
Im April 1974 erreichte der Song Platz 5 der Billboard Hot 100 Charts. Er wurde in dem 1994 erschienenen Film Tanz mit einem Mörder und 1999 in dem Film Ich liebe Dick verwendet. Zudem erschien in der 20. Folge der amerikanischen Zeichentrickserie Bob’s Burgers ein Cover der Melodie des Songs.
2014 spielte der Komiker Jimmy Pardo während eines Interviews des Radiosenders The Bob & Tom Show Luftgitarre zu dem Originaltitel.
In dem 2014 erschienenen Spielfilm Guardians of the Galaxy tanzt der Hauptcharakter Star Lord (Chris Pratt) zu dem Lied, während er eine Ruine erkundet. Der Song wird außerdem als Intro der Netflix-Serie F Is for Family verwendet.

## Kommerzieller Erfolg

### Chartplatzierungen
| ChartsChartplatzierungen       | Höchstplatzierung | Wochen |
| ------------------------------ | ----------------- | ------ |
| Vereinigte Staaten (Billboard) | 5 (23 Wo.)        | 23     |

| ChartsJahrescharts (1974)      | Platzierung |
| ------------------------------ | ----------- |
| Vereinigte Staaten (Billboard) | 4           |

### Auszeichnungen für Musikverkäufe
| Land/Region                  | Auszeichnungen für Musikverkäufe (Land/Region, Auszeichnung, Verkäufe) | Verkäufe  |
| ---------------------------- | ---------------------------------------------------------------------- | --------- |
| Italien (FIMI)               | Gold                                                                   | 50.000    |
| Spanien (Promusicae)         | Gold                                                                   | 30.000    |
| Vereinigte Staaten (RIAA)    | Gold                                                                   | 1.000.000 |
| Vereinigtes Königreich (BPI) | Platin                                                                 | 600.000   |
| Insgesamt                    | 3× Gold · 1× Platin ·                                                  | 1.680.000 |

## Coverversionen
- 1974: The Temprees, Album Temprees 3[8]
- 1981: Boys Town Gang, Album Disc Charge[9]
- 1995: Carol Jiani, Album Superstar[10]
- 1997: John Coinman, Album The Postman
- 1995: Real McCoy, Single Come and Get Your Love[11]
- Cyndi Lauper verwendete die Hookline des Songs für den Remix ihres Hits Girls Just Wanna Have Fun, der als Soundtrack für den 1995 erschienenen Film To Wong Foo, thanks for Everything, Julie Newmar fungierte.